# Al Daayen (municipi)
Al Daayen (àrab: الضعاين, aḍ-Ḍaʿāyin) és un dels vuit municipis o baladiyyes que formen l'Estat de Qatar. La seva capital i ciutat més poblada és Lusail.
És el setè al Ministeri de Municipalitat i Urbanisme, després dels municipis de Doha, Al-Rayyan, Al-Wakrah, Umm Salal, Al-Khor i Dhekra i Al-Shamal. La història dels municipis a Qatar es remunta a 1963, quan el municipi de Qatar va ser creat com el primer municipi en virtut de la Llei número 11. El municipi de Qatar va ser considerat la mare de tots els altres municipis, fins que es va convertir al Municipi de Doha i tenia personalitat jurídica d'una institució pública.
Amb el creixement demogràfic i urbà del país en els darrers anys, hi va haver la necessitat de crear el municipi d'Al-Daayen. L'Emir de Qatar va ratificar la resolució núm. 13 del Govern el 2004 per a la creació del municipi, que té personalitat jurídica i depèn del Ministeri de Municipalitats i Urbanisme.
Al Daayen té una població de 43.176 habitants i una superfície de 236 km².